# Брансвік (округ, Північна Кароліна)
Шаблон:StateAbbr_ 34°02′ пн. ш. 78°13′ зх. д. / 34.04° пн. ш. 78.22° зх. д.
Округ  Брансвік (англ. Brunswick County) — округ (графство) у штаті  Північна Кароліна, США. Ідентифікатор округу 37019.

## Історія
Округ утворений 1764 року.

## Демографія
За даними перепису 
2000 року 
загальне населення округу становило 73143 осіб, зокрема міського населення було 24561, а сільського — 48582.
Серед мешканців округу чоловіків було 35965, а жінок — 37178. В окрузі було 30438 домогосподарств, 22028 родин, які мешкали в 51431 будинках.
Середній розмір родини становив 2,76.
Віковий розподіл населення поданий у таблиці:
| Стать    | До 15 років | 15-21 | 22-29 | 30-39 | 40-49 | 50-65 | 65-85 | Понад 85 |
| -------- | ----------- | ----- | ----- | ----- | ----- | ----- | ----- | -------- |
| Чоловіки | 6528        | 3007  | 3141  | 4756  | 4940  | 7703  | 5667  | 223      |
| Жінки    | 6356        | 2639  | 3016  | 4832  | 5340  | 8505  | 5938  | 552      |

## Виноски
1. ↑  U.S. Decennial Census. United States Census Bureau. Архів оригіналу за 26 квітня 2015. Процитовано 12 січня 2015.
2. ↑  Historical Census Browser. University of Virginia Library. Архів оригіналу за 11 серпня 2012. Процитовано 12 січня 2015.
3. ↑  Forstall, Richard L., ред. (27 березня 1995). Population of Counties by Decennial Census: 1900 to 1990. United States Census Bureau. Архів оригіналу за 3 березня 2015. Процитовано 12 січня 2015.
4. ↑  Census 2000 PHC-T-4. Ranking Tables for Counties: 1990 and 2000 (PDF). United States Census Bureau. 2 квітня 2001. Архів оригіналу (PDF) за 18 грудня 2014. Процитовано 12 січня 2015.
5. ↑  State & County QuickFacts. United States Census Bureau. Архів оригіналу за 7 липня 2011. Процитовано 17 жовтня 2013. [Архівовано 2011-06-06 у Wayback Machine.](англ.) Наведено за англійською вікіпедією.
6. ↑  American FactFinder. Бюро перепису населення США. Архів оригіналу за 26 лютого 2012. Процитовано 31 січня 2008. [Архівовано 2008-05-21 у Wayback Machine.]

| США | Це незавершена стаття з географії США. Ви можете допомогти проєкту, виправивши або дописавши її. |